# Юсакі-Зажека
Юсакі-Зажека (пол. Jusaki-Zarzeka) — село в Польщі, у гміні Ломази Більського повіту Люблінського воєводства. Населення — 172 особи (2011).

## Історія
За даними етнографічної експедиції 1869—1870 років під керівництвом Павла Чубинського, у маєтності Юсаки переважно проживали греко-католики, які розмовляли українською мовою.
У 1975—1998 роках село належало до Білопідляського воєводства.

## Демографія
Демографічна структура станом на 31 березня 2011 року:
|          | Загалом | Допрацездатний вік | Працездатний вік | Постпрацездатний вік |
| -------- | ------- | ------------------ | ---------------- | -------------------- |
| Чоловіки | 89      | 30                 | 52               | 7                    |
| Жінки    | 83      | 20                 | 43               | 20                   |
| Разом    | 172     | 50                 | 95               | 27                   |